# 町田東
町田 東（まちだ あずま、1941年9月7日 - ）は、日本の経営者。永谷園社長を務めた。山梨県出身。

## 経歴・人物
1960年に山梨学院大学附属高等学校を卒業し、同年に永谷園本舗に入社。1990年に取締役に就任し、1994年に常務、1996年に専務、2002年に副社長を経て、2008年6月に社長に就任。2012年4月に副会長に就任。